# أوغوسه
أوغوسه هي بلدية في اليابان، وبلدة في اليابان، تقع في مقاطعة إيروما، بلغ عدد سكانها 11,302 نسمة وذلك حسب إحصائيات سنة 2018، تبلغ مساحتها 40.39 كيلومتر مربع.